# Птахи над містом
«Птахи над містом» (рос. «Птицы над городом») — радянська дитяча драма, знята в 1974 році режисером Сергієм Никоненком.

## Сюжет
Фільм розповідає про піонерів 8-го класу, які під час збору макулатури в купі утильсировини знайшли машинописний збірник оповідань про війну «Атака». Будучи зацікавлені назвою, один з хлопців бере збірник собі додому. Після прочитання він позичає розповіді своїм друзям, і, в підсумку, вони дізнаються, що автором є їх сусід — фронтовик Олександр Букін. Він бореться за збереження лісів, а у вільний час пише про Німецько-радянську війну. Далі він розповідає хлопцям те, що не було написано в його збірках.

## У ролях
- Михайло Глузський — Олександр Васильович Букін
- Ігор Меркулов — Андрюша
- Раїса Куркіна — Марго
- Сергій Никоненко — Вишняков
- Лідія Федосеєва-Шукшина — Ліда Вишнякова
- Ольга Шукшина — Оля Вишнякова
- Марія Шукшина — Маша Вишнякова
- Світлана Орлова — Олена
- Сергій Образов — Міша Солодуха
- Олександра Данилова — Олександра Сергіївна

## Знімальна група
- Режисер — Сергій Никоненко
- Сценаристи — Сергій Никоненко, Семен Фрейліх
- Оператор — В'ячеслав Шумський
- Композитор — Едуард Артем'єв
- Художник — Борис Дуленков